# Sikorsky R-4
Sikorsky R-4 — перший гелікоптер, що серійно випускався в США. Легкий багатоцільовий гелікоптер класичної одногвинтової схеми. Призначався для зв'язку і рятувальних робіт. Був спроектований під керівництвом І. І. Сікорського. Дослідний зразок XR-4 здійснив свій перший політ 13 січня 1942 р.

## Застосування

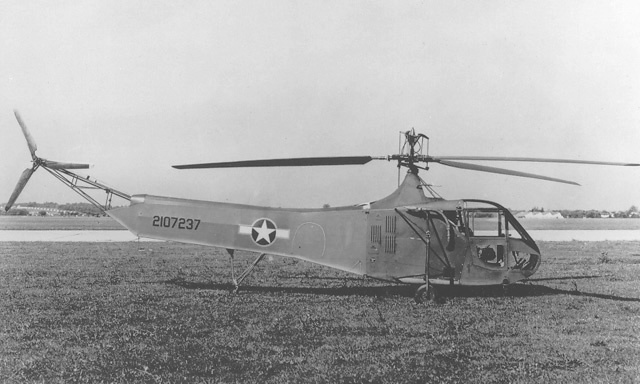
Передсерійний екземпляр Сікорський YR-4

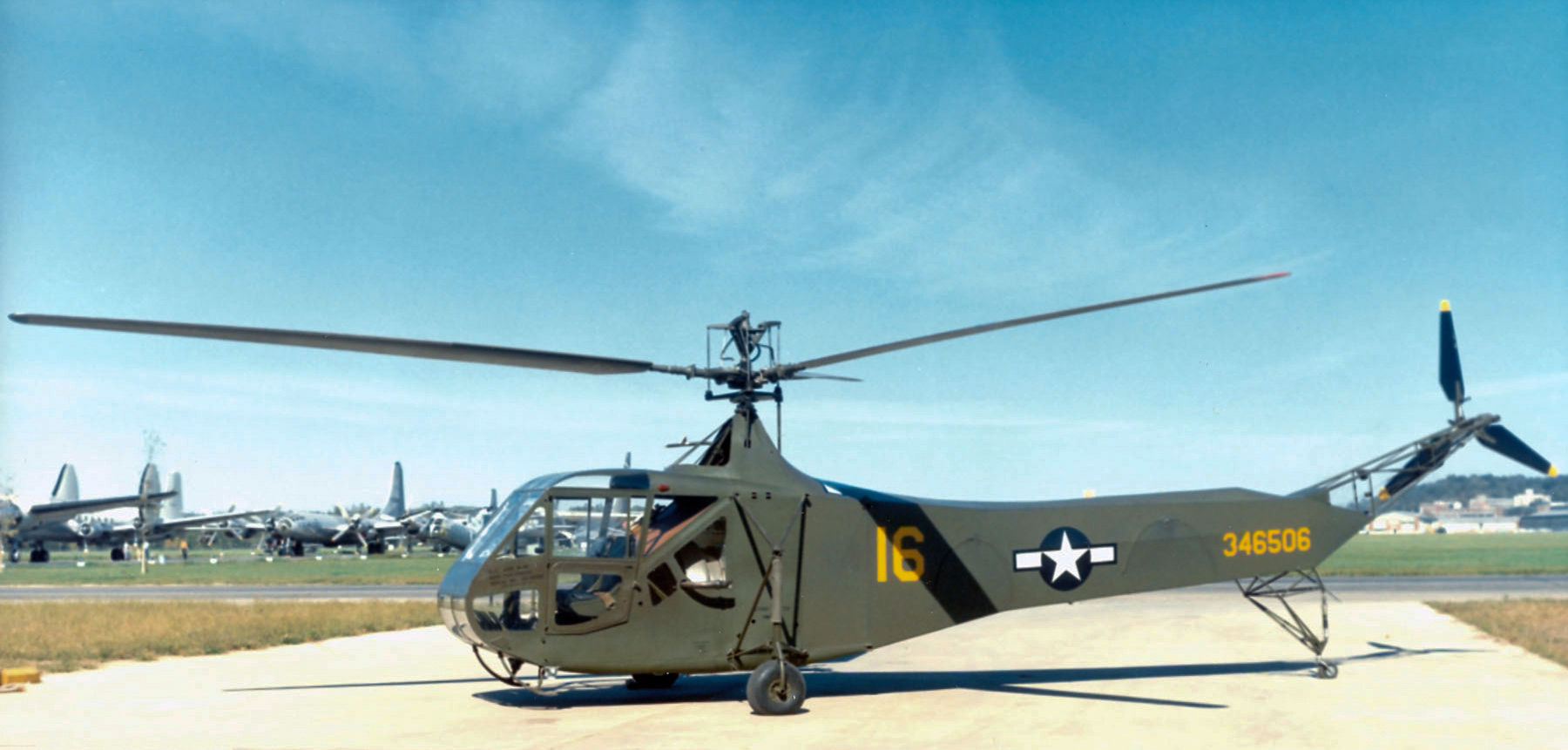
Сікорський R-4B в музеї ВПС США.

З 1943 року для вертольотів Сікорського почалася дослідна експлуатація в збройних силах США, а наступного року — у Великої Британії. З квітня 1944 р. вертольоти R-4B (армійське позначення) стали застосовуватися армійською авіацією США безпосередньо в бойових діях: спочатку в Бірмі, а потім в Китаї та на островах Тихого океану для евакуації поранених солдатів, збитих льотчиків, постачання оточених частин і кораблів, зв'язку, спостереження і коригування вогню артилерії. Англійські вертольоти в бойових операціях участі не брали. У флоті і берегової охорони США ця машина використовувалася під ім'ям HNS-1. У збройних силах Великої Британії вона носила назву Hoverfly, і крім перерахованих вище цілей використовувалася для пошуку підводних човнів і обслуговування королівської сім'ї.

## Льотно-технічні характеристики
- Екіпаж: 1
- Пасажири: 1
- Діаметр несучого гвинта: 11,6 м
- Довжина: 14,7 м
- Висота: 3,8 м
- Злітна вага: 1152 кг
- Вага порожнього: 952 кг
- Максимальна швидкість: 132 км / год
- Крейсерська швидкість: 105 км / год
- Динамічна стеля: 2340 м
- Дальність польоту: 370 км